# Megachile rhodosiaca
Megachile rhodosiaca är en biart som beskrevs av Rebmann 1972. Megachile rhodosiaca ingår i släktet tapetserarbin, och familjen buksamlarbin. Inga underarter finns listade i Catalogue of Life.